# Francisca de Moctezuma
Doña Francisca de Moctezuma era hija de Moctezuma II y Tlapalizquixochtzin. Francisca vivió en Ecatepec durante la caída de Tenochtitlan. Se casó con Diego de Alvarado Huanitzin, y tras la muerte de Diego, Francisca se casó con su hermano Pedro de Alvarado Temictzin.